# Carretera Transahariana
La Carretera Transahariana (o Carretera Transafricana 2, TAH-2) es una carretera transnacional proyectada para pavimentar, mejorar y facilitar las formalidades limítrofes en una ruta comercial existente a través del desierto del Sahara. Une el Norte de África desde el Mar Mediterráneo, con el África Occidental hasta el Océano Atlántico, desde Argel en Argelia hasta Lagos en Nigeria. También es conocida como Carretera Argel-Lagos (o Lagos-Argel).
La Carretera Transahariana es una de las más antiguas rutas transnacionales en África y una de las más completas, siendo propuesta en 1962, con la construcción de algunas secciones en el Sahara en los años 1970. Su sección central es aún subutilizada, y requiere vehículos especiales y tomar precauciones para sobrevivir a las rudas condiciones ambientales y climáticas del centro del desierto. 

## Características

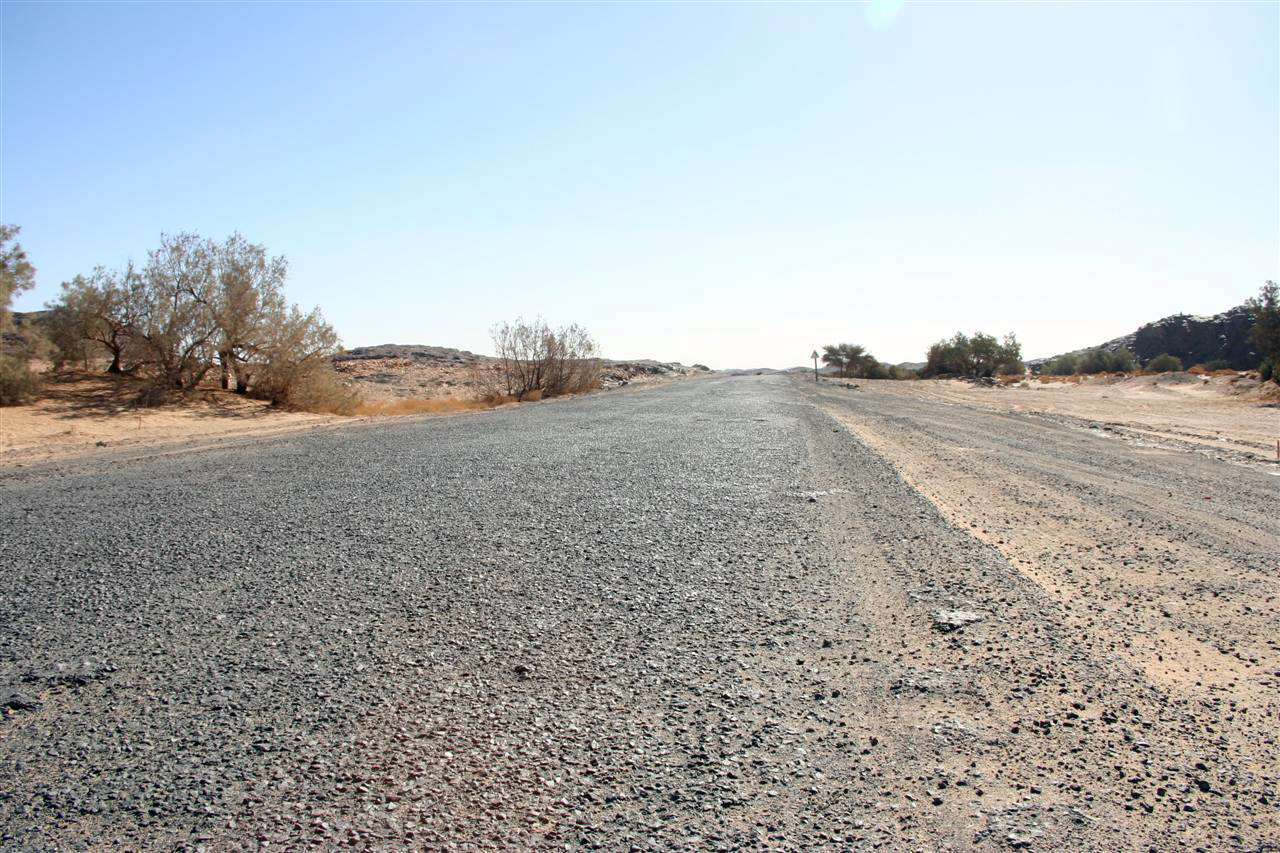
Una sección de la carretera, entre In Salah y Tamanrasset.

La Carretera Transahariana tiene un largo aproximado de 4500 km, de los cuales un 85% se encuentra pavimentado. Atraviesa tres países: Argelia, Níger y Nigeria. Sin embargo, un enlace adicional de 3.600 km de carreteras hacia Túnez, Malí y Chad son consideradas por los planificadores como parte integral de la Carretera Transahariana. 
Todos los 1.200 km de carretera en territorio nigeriano forman parte de la red caminera pavimentada de ese país e incluyen cerca de 500 km de secciones divididas en cuatro pistas, pero la mantención de la carretera es frecuentemente deficiente en Nigeria, e incluso hay partes del camino en paupérrimas condiciones, habiendo hasta perdido el pavimento. 
Cerca de la mitad de la carretera, más de 2300 km, pasa por Argelia pero particularmente al sur de In Salah gran parte de la ruta presenta condiciones deficientes, producto de aluviones constantes desde los montes Ahaggar y es constantemente reparada. En 2007, la mitad sur del tramo de 400 km entre Tamanrasset y In Guezzam en el límite con Níger fue finalizada. Aunque los trabajos continúan, el resto del trazado no es más que arena. 
Níger tiene 985 km de Carretera, de las cuales 655 km están pavimentadas, pero también en malas condiciones.
Otra propuesta de cruce al Sahara es la Carretera Trípoli-Ciudad del Cabo (Carretera Transafricana 3), pero esta ruta requiere un desafío adicional a su mera construcción, pues enfrentará los problemas de inestabilidad política en el norte de Chad, por lo que pasarán décadas para su compleción.
Dos otras porciones de la Carretera Transafricana cruzan el Sahara, pero por sus bordes. En 2005 la Carretera Cairo-Dakar (TAH 1) por el oeste a lo largo del litoral atlántico se convirtió en la primera carretera terminada completamente que cruce el Sahara de norte a sur (a pocos kilómetros de la "tierra de nadie" entre Marruecos/Sáhara Occidental y Mauritania). La Carretera Cairo-Ciudad del Cabo (TAH 5) bordea el Nilo, pero tiene largas secciones sin pavimentar en Sudán y Etiopía.

## Ruta
De norte a sur, el trazado de la Carretera Transahariana pasa por los siguientes poblados:

### En Argelia

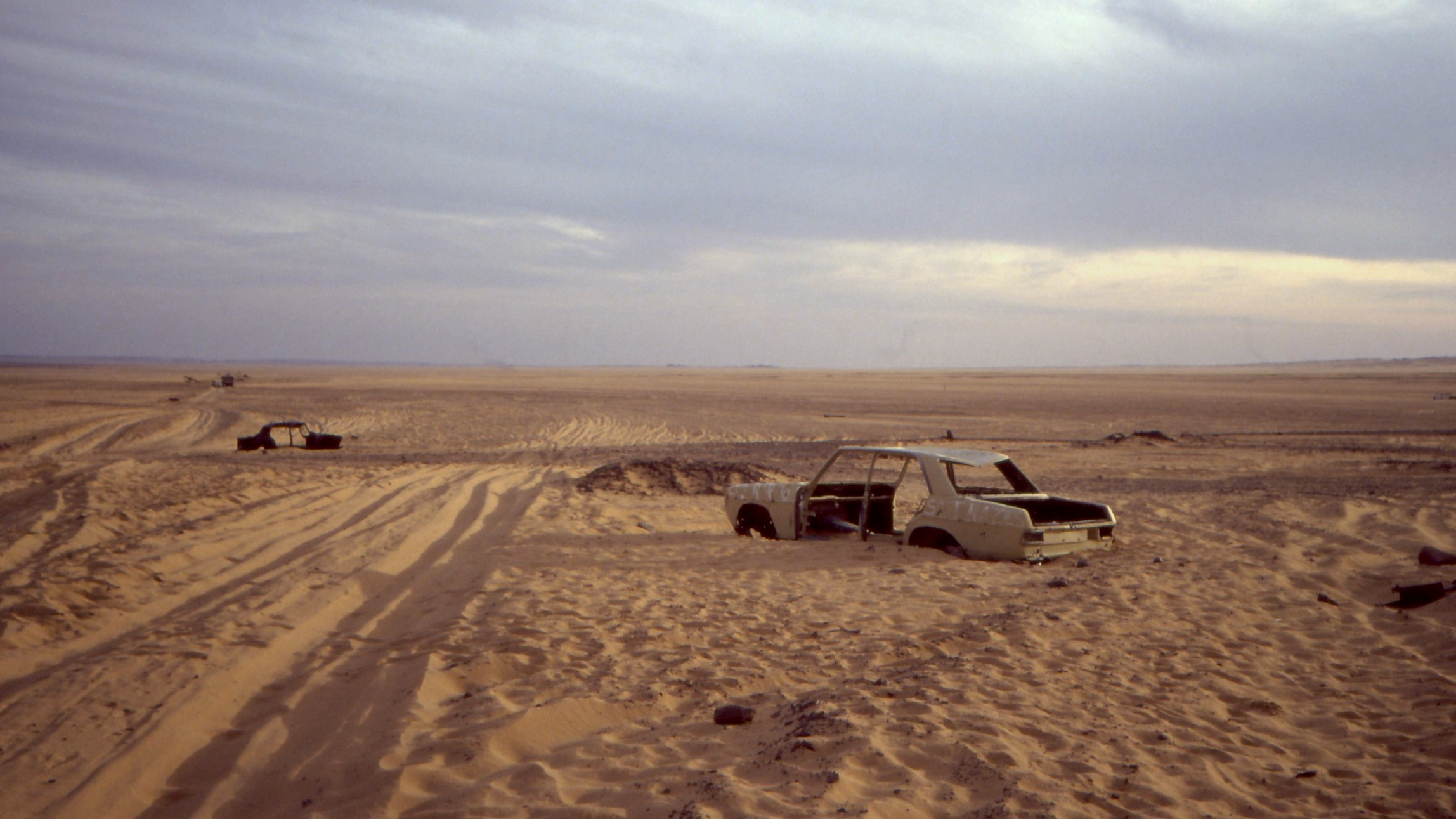
Pista cerca de la frontera entre Argelia y Níger

- Argel a Ghardaia, 625 km pavimentados en buenas condiciones.
- Ghardaia a Tamanrasset, 1.291 km pavimentados, pero en malas condiciones.
- Tamanrasset a In Guezzam, 400 km, parcialmente pavimentados.
- In Guezzam a Assamaka, 28 km de trazado sobre arena suave.

### En Níger
- Assamaka a Arlit, 200 km de trazado marcado sólo sobre arena.
- Arlit a Agadez, 243 km pavimentados desde 1980, con secciones en malas condiciones.
- Agadez a Zinder, 431 km, de los cuales 301 km están pavimentados y 130 km sin pavimentar.
- Zinder a la frontera con Nigeria, 111 km pavimentados, pero en malas condiciones.

### En Nigeria
- Frontera con Níger a Lagos vía Kano, Kaduna, Oyo y Ibadán: 1193 km pavimentados mayormente en buenas condiciones.